# N'Ketia Seedo
N'Ketia Seedo (Utrecht, 7 giugno 2003) è una velocista olandese, medaglia di bronzo ai campionati mondiali under 20 nel 2022.

## Record nazionali
Juniores
- 100 metri piani: 11"15 ( Cali, 3 agosto 2022)

## Progressione

### 100 metri piani
| Stagione | Misura | Luogo | Data      | Rank. Mond. |
| -------- | ------ | ----- | --------- | ----------- |
| 2023     | 11"20  | Espoo | 13-7-2023 |             |
| 2022     | 11"15  | Cali  | 22-8-2022 |             |
| 2021     | 11"50  | Vught | 13-5-2021 |             |
| 2019     | 11"37  | Borås | 18-7-2019 |             |
| 2017     | 11"77  | Vught | 1-7-2017  |             |

### 60 metri piani indoor
| Stagione | Misura | Luogo     | Data      | Rank. Mond. |
| -------- | ------ | --------- | --------- | ----------- |
| 2022/23  | 7"18   | Apeldoorn | 18-2-2023 |             |
| 2021/22  | 7"25   | Apeldoorn | 26-2-2022 |             |
| 2020/21  | 7"69   | Apeldoorn | 13-2-2021 |             |
| 2019/20  | 7"24   | Apeldoorn | 22-2-2020 |             |
| 2018/19  | 7"27   | Apeldoorn | 16-2-2019 |             |
| 2017/18  | 7"35   | Apeldoorn | 13-1-2018 |             |
| 2016/17  | 7"54   | Apeldoorn | 19-2-2017 |             |
| 2015/16  | 7"70   | Gand      | 13-2-2016 |             |

## Palmarès
| Anno | Manifestazione  | Sede     | Evento      | Risultato  | Prestazione | Note                                     |
| ---- | --------------- | -------- | ----------- | ---------- | ----------- | ---------------------------------------- |
| 2019 | Europei U20     | Borås    | 100 m piani | Argento    | 11"40       |                                          |
| 2019 | Europei U20     | Borås    | 4x100 m     | Argento    | 44"21       |                                          |
| 2021 | Europei U20     | Tallinn  | 100 m piani | 7ª         | 11"68       |                                          |
| 2022 | Mondiali indoor | Belgrado | 60 m piani  | Batteria   | 7"30        | [ 1 ]                                    |
| 2022 | Mondiali U20    | Cali     | 100 m piani | Bronzo     | 11"15       | [ 2 ]                                    |
| 2022 | Europei         | Monaco   | 4x100 m     | 5ª         | 43"03       | Miglior prestazione personale stagionale |
| 2023 | Europei indoor  | Istanbul | 60 m piani  | 14ª (sf)   | 7"32        | [ 3 ]                                    |
| 2023 | Giochi europei  | Chorzów  | 100 m       | Bronzo     | 11"24       | [ 4 ]                                    |
| 2023 | Giochi europei  | Chorzów  | 4x100 m     | Oro        | 42"61       | [ 4 ]                                    |
| 2023 | Europei U23     | Espoo    | 100 m piani | Oro        | 11"22       |                                          |
| 2023 | Mondiali        | Budapest | 100 m piani | Semifinale | 11"17       |                                          |
| 2023 | Mondiali        | Budapest | 4x100 m     | Finale     | dnf         |                                          |
| 2024 | Mondiali indoor | Glasgow  | 60 m piani  | Semifinale | 7"29        | [ 5 ] [ 6 ]                              |
| 2024 | World Relays    | Nassau   | 4x100 m     | 6ª         | 43"07       |                                          |

## Campionati nazionali
- 3 volte campionessa nazionale olandesi dei 60 metri piani indoor (2020, 2022, 2023)

2019
- Bronzo ai campionati olandesi indoor (Apeldoorn), 60 m - 7"27
- Bronzo ai campionati olandesi (Den Haag), 100 m - 11"61

2020
- Oro ai campionati olandesi indoor (Apeldoorn), 60 m - 7"24

2022
- Oro ai campionati olandesi indoor (Apeldoorn), 60 m - 7"25
- 5ª ai campionati olandesi (Apeldoorn), 100 m - 11"41

2023
- Oro ai campionati olandesi indoor (Apeldoorn), 60 m - 7"18

## Altre competizioni internazionali
2019
- DNF ai Campionati europei a squadre - First League ( Sandnes), staffetta 4x100 m - non finito

2022
- 7ª all'Athletissima ( Losanna), 100 m - 11"41

2023
- 6ª al Init Indoor Meeting ( Karlsruhe), 60 m - 7"25
- 6ª all'Athletissima ( Losanna), 100 m piani - 11"45
- Oro ai London Anniversary Games ( Londra), staffetta 4x100 m - 42"38
- Argento al Villa de Madrid ( Madrid), 60 m - 7"22
- Bronzo ai Campionati europei a squadre - Prima divisione, ( Chorzów), 100 m - 11"24
- Oro ai Campionati europei a squadre - Prima divisione, ( Chorzów), staffetta 4x100 m - 42"61